# John Grahame
John Gillies Mark Grahame (* 31. srpna 1975 Denver) je bývalý profesionální hokejový brankář, který naposledy nastupoval v sezóně 2010–2011 v AHL za Lake Erie Monsters.

## Hráčská kariéra
Juniorskou kariéru odehrál v USHL za Sioux City Muskeeters. V roce 1994 ho v devátém kole draftovali Boston Bruins a Grahame se rozhodl, že tři roky bude hrát univerzitní hokej v CCHA za Lake Superior State.
V sezoně 1997–1998 se stal profesionálem a Bruins ho poslali na farmu Providence Bruins v AHL. Ve druhém roce za tento tým dovedl P-Bruins k výhře Calder Cupu.
Sezonu 1999–2000 začínal opět v Providence, v průběhu sezony však byl povolán do prvního týmu Bruins jako náhradník Byrona Dafoa. Na místě náhradníka si vedl skvěle a byl druhým nejlepším nováčkem sezony mezi brankáři. Bohužel si poranil kotník a zranění potřebovalo delší dobu na zotavení a Grahame se už nedokázal vrátit zpět do své ideální formy. Po třech letech v Bostonu byl vyměněn do Tampa Bay Lightning. Jako náhradníkovi v sezoně 2003-04 se mu konečně vrátila jeho ideální forma a prožil nejspíš nejúspěšnější sezonu kariéry, když s týmem vyhrál Stanley Cup. Po stávce měl být jedničkou týmu, ale sezona se mu vůbec nepovedla. Poté, co chytal špatně v několika zápasech v řadě, kouč Lightning John Tortorella ho veřejně zkritizoval. Lightning se i díky těmto výkonům nedostali do play-off.
1. července 2006 podepsal dvouletou smlouvu s Carolina Hurricanes na 2,8 milionu dolarů. Na listinu nechráněných hráčů byl umístěn v lednu 2008 a vyměnil si pozici v týmu s Michaelem Leightonem, který byl do té doby jedničkou na farmě v AHL, Albany River Rats.
Na olympijských hrách v roce 2006 odehrál jeden zápas za tým USA a na mistrovství světa 2007 byl jedničkou amerického týmu.
V květnu 2008, poté co skončila sezona pro Carolina Hurricanes, podepsal kontrakt s Avangardem Omsk z nové KHL. V prosinci téhož roku ale kontrakt ukončil a stal se volným hráčem. Avangard oznámil, že důvodem ukončení smlouvy byly jeho problémy s alkoholem.
V lednu 2009 se vrátil do Omsku, aby se odvolal proti zrušení kontraktu. Vyvrátil teorii o alkoholismu, ale kvůli jeho problémům s personálem bylo jeho odvolání odmítnuto.
V prosinci 2009 podepsal zkušební smlouvu s Adirondack Phantoms, což je farma Philadelphia Flyers v AHL. Po 12 zápasech s Phantoms podepsal novou smlouvu s Colorado Avalanche a v březnu byl poslán do týmu Lake Erie Monsters, což je jejich farma v AHL.

## Osobní život
Jde o syna bývalého brankáře NHL Rona Grahama, který byl vyměněn za výběr v draftu, který byl nakonec použit na Raye Bourqua. Jeho matka Charlotte byla členkou managementu Colorado Avalanche v roce 2001, když tým vyhrál Stanley Cup.

## Ocenění a úspěchy
- 1999 AHL – Nejvíce vychytaných vítězství
- 1999 AHL – Brankář měsíce února 1999
- 2011 AHL – Brankář měsíce ledna 2011

## Prvenství
- Debut v NHL - 4. října 1999 (Toronto Maple Leafs proti Boston Bruins)
- První inkasovaný gól v NHL - 4. října 1999 (Toronto Maple Leafs proti Boston Bruins, švédským útočníkem Mats Sundin)
- První vychytaná nula v NHL - 30. října 1999 (Boston Bruins proti Buffalo Sabres)

## Statistiky

### Základní části
| Sezona       | Tým                 | Liga         | Z   | V  | P  | R  | Pvp | MIN    | OG  | ČK | POG  | %ChS |
| ------------ | ------------------- | ------------ | --- | -- | -- | -- | --- | ------ | --- | -- | ---- | ---- |
| 1994–95      | Lake Superior State | CCHA         | 28  | 16 | 7  | 3  | —   | 1616   | 75  | 2  | 2.78 | .887 |
| 1995–96      | Lake Superior State | CCHA         | 29  | 21 | 4  | 2  | —   | 1658   | 67  | 2  | 2.42 | .904 |
| 1996–97      | Lake Superior State | CCHA         | 37  | 19 | 3  | 4  | —   | 2197   | 134 | 3  | 3.66 | .876 |
| 1997–98      | Providence Bruins   | AHL          | 55  | 15 | 31 | 4  | —   | 3053   | 164 | 3  | 3.22 | .898 |
| 1998–99      | Providence Bruins   | AHL          | 48  | 37 | 9  | 1  | —   | 2771   | 134 | 3  | 2.90 | .896 |
| 1999–00      | Providence Bruins   | AHL          | 27  | 11 | 13 | 2  | —   | 1528   | 86  | 1  | 3.38 | .902 |
| 1999–00      | Boston Bruins       | NHL          | 24  | 7  | 10 | 5  | —   | 1344   | 55  | 2  | 2.46 | .910 |
| 2000–01      | Providence Bruins   | AHL          | 16  | 4  | 7  | 3  | —   | 893    | 47  | 0  | 3.16 | .899 |
| 2000–01      | Boston Bruins       | NHL          | 10  | 3  | 4  | 0  | —   | 471    | 28  | 0  | 3.57 | .867 |
| 2001–02      | Boston Bruins       | NHL          | 19  | 8  | 7  | 2  | —   | 1079   | 52  | 1  | 2.89 | .897 |
| 2002–03      | Boston Bruins       | NHL          | 23  | 11 | 9  | 2  | —   | 1352   | 61  | 1  | 2.71 | .902 |
| 2002–03      | Tampa Bay Lightning | NHL          | 17  | 6  | 5  | 4  | —   | 914    | 34  | 2  | 2.23 | .920 |
| 2003–04      | Tampa Bay Lightning | NHL          | 29  | 18 | 9  | 1  | —   | 1688   | 58  | 1  | 2.06 | .913 |
| 2005–06      | Tampa Bay Lightning | NHL          | 57  | 29 | 22 | —  | 1   | 3152   | 161 | 5  | 3.06 | .889 |
| 2006–07      | Carolina Hurricanes | NHL          | 28  | 10 | 13 | —  | 2   | 1515   | 72  | 0  | 2.85 | .897 |
| 2007–08      | Carolina Hurricanes | NHL          | 17  | 5  | 7  | —  | 1   | 848    | 53  | 0  | 3.75 | .875 |
| 2007–08      | Albany River Rats   | AHL          | 7   | 4  | 3  | —  | 0   | 415    | 21  | 0  | 3.04 | .912 |
| 2008–09      | Avangard Omsk       | KHL          | 20  | 9  | 10 | —  | 1   | 1195   | 57  | 3  | 2.86 | .896 |
| 2009–10      | Adirondack Phantoms | AHL          | 12  | 2  | 10 | —  | 0   | 717    | 34  | 0  | 2.84 | .896 |
| 2009–10      | Lake Erie Monsters  | AHL          | 14  | 4  | 7  | —  | 3   | 837    | 48  | 0  | 3.44 | .883 |
| 2010–11      | Lake Erie Monsters  | AHL          | 34  | 19 | 12 | —  | 2   | 2009   | 80  | 1  | 2.39 | .911 |
| Celkem v NHL | Celkem v NHL        | Celkem v NHL | 224 | 97 | 86 | 14 | 4   | 12,363 | 574 | 12 | 2.79 | .898 |

### Play-off
| Sezona       | Tým                 | Liga         | Z  | V  | P | MIN  | OG | ČK | POG  | %ChS |
| ------------ | ------------------- | ------------ | -- | -- | - | ---- | -- | -- | ---- | ---- |
| 1998–99      | Providence Bruins   | AHL          | 19 | 15 | 4 | 1209 | 48 | 1  | 2.38 | .912 |
| 1999–00      | Providence Bruins   | AHL          | 13 | 10 | 3 | 839  | 35 | 0  | 2.50 | .917 |
| 2000–01      | Providence Bruins   | AHL          | 17 | 8  | 9 | 1043 | 46 | 2  | 2.65 | .923 |
| 2002–03      | Tampa Bay Lightning | NHL          | 1  | 0  | 1 | 111  | 2  | 0  | 1.08 | .958 |
| 2003–04      | Tampa Bay Lightning | NHL          | 1  | 0  | 0 | 34   | 2  | 0  | 3.53 | .882 |
| 2005–06      | Tampa Bay Lightning | NHL          | 4  | 1  | 3 | 188  | 15 | 0  | 4.79 | .847 |
| 2010–11      | Lake Erie Monsters  | AHL          | 5  | 2  | 3 | 303  | 13 | 0  | 2.58 | .918 |
| Celkem v NHL | Celkem v NHL        | Celkem v NHL | 6  | 1  | 4 | 333  | 19 | 0  | 3.42 | .883 |

### Reprezentace
| Rok                       | Tým                       | Soutěž                    | Z | V | P | R | MIN | OG | ČK | POG  | %ChS |
| ------------------------- | ------------------------- | ------------------------- | - | - | - | - | --- | -- | -- | ---- | ---- |
| 1995                      | USA 20                    | MSJ                       | 5 | 2 | 2 | 0 | 280 | 19 | 0  | 4.07 | –    |
| 1996                      | USA                       | MS                        | 1 | 0 | 1 | 0 | 39  | 4  | 0  | 6.15 | –    |
| 2006                      | USA                       | OH                        | 1 | 0 | 0 | 1 | 60  | 3  | 0  | 3.00 | .880 |
| 2007                      | USA                       | MS                        | 7 | 4 | 3 | 0 | 409 | 19 | 1  | 2.79 | .892 |
| Juniorská kariéra celkově | Juniorská kariéra celkově | Juniorská kariéra celkově | 5 | 2 | 2 | 0 | 280 | 19 | 0  | 4.07 | –    |
| Seniorská kariéra celkově | Seniorská kariéra celkově | Seniorská kariéra celkově | 9 | 4 | 4 | 1 | 508 | 26 | 1  | 3.19 | –    |